# Южна провинция (Руанда)
Южната провинция (на френски: Province du Sud) е една от петте провинции на Руанда. Провинцията бе създадена в началото на януари 2006 като част от правителствената програма за децентрализиране, която преустрои локалните структури на правителството на страната.
Южната провинция граничи с Бурунди. Разделена е на 8 района. Столицата ѝ е град Нянза, разположен на около 100 километра от столицата на страната град Кигали. Площта ѝ е 5963 квадратни километра, а населението – 2 589 975 души (по преброяване от август 2012 г.).